# Ingeborga
Ingeborga – imię żeńskie pochodzenia germańskiego. Wywodzi się od złożenia słów Ing – imię jednego z nordyckich bogów i borg oznaczającego „forteca”, „twierdza”.
W styczniu 2024 r. w rejestrze PESEL, wśród publicznie dostępnych danych dotyczących osób żyjących, wykazano 726 kobiet o imieniu Ingeborga i 142 kobiety o imieniu Ingeborg, nadanym jako imię pierwsze.
Ingeborga imieniny obchodzi 27 lutego, 30 lipca i 30 sierpnia, 22 października, 25 października.

## Osoby o imieniu Ingeborga
- Ingeborga – królowa Francji
- Ingeborga – księżniczka nowogrodzka
- Ingeborga – księżna Danii
- Ingeborg Bachmann (1926–1973) – pisarka austriacka
- Ingeborg Geisendörfer – niemiecka działaczka polityczna
- Ingeborg Hunzinger – niemiecka rzeźbiarka z XX w.